# 인도-스키타이
인도-스키타이(영어: Indo-Scythians, 페르시아어: پادشاهی هندوسکایی) 또는 인도-사카(영어: Indo-Sakas)는 이란족의 스키타이 유래의 유목민들로, 2세기 중반부터 4세기 사이에 중앙아시아로부터 남쪽으로 이주해 오늘날 파키스탄과 북서인도에 자리잡게 되었다.
인도의 첫 사카 왕은 마우에스/모가로, 간다라와 파키스탄, 인더스 계곡 일대에 사카의 지배권을 확립했다. 인도-스키타이인들은 북서인도로 영역을 확장하며 인도-그리스 왕국을 비롯한 여러 지역 왕국들을 정복했다. 인도-스키타이인들은 쿠샨 제국의 쿠줄라 카드피세스나 카니슈카에 의해 정복되었다. 하지만 사카는 사트라프로서 이 일대를 통치하였고, 이들은 북사트라프와 서사트라프를 형성했다. 서기 2세기에 인도-스키타이인들이 사타바하나의 황제 가우타미푸트라 사타카르니에게 패배한 후 사카의 지배자들은 쇠퇴하기 시작했다. 서사트라프의 루드라심하 3세가 굽타 제국의 찬드라굽타 2세에게 패배하면서 인도-스키타이인의 북서인도 지배도 끝나게 되었다.
흔히 인도-스키타이 침공이라고도 불리는 중앙아시아 출신 스키타이 부족들의 인도아대륙 북부 지역 침공은 아대륙은 물론 인근 지역의 역사에서도 중요한 역할을 했다. 사실 인도-스키타이 전쟁은 서기 2세기 박트리아, 카불, 인도아대륙 등의 부족과의 갈등에서 중앙아시아인들의 유목민 이탈로 촉발된 사건들 중 하나의 장일 뿐이며, 이는 서쪽의 로마는 물론 서쪽으로 더 가까운 파르티아에서도 지속적인 영향을 미쳤다.
아리아노스와 클라우디오스 프톨레마이오스를 포함한 고대 로마 역사학자들은 고대 사카족("Sakai")이 유목민이었다고 언급했지만, 이탈로 론카는 프톨레마이오스를 연구하면서 "사카이의 땅은 유목민들의 것이고, 그들은 숲과 동굴에 사는 것 외에는 마을이 없다."는 것에 대해 거짓이라고 주장했다.

## 기원

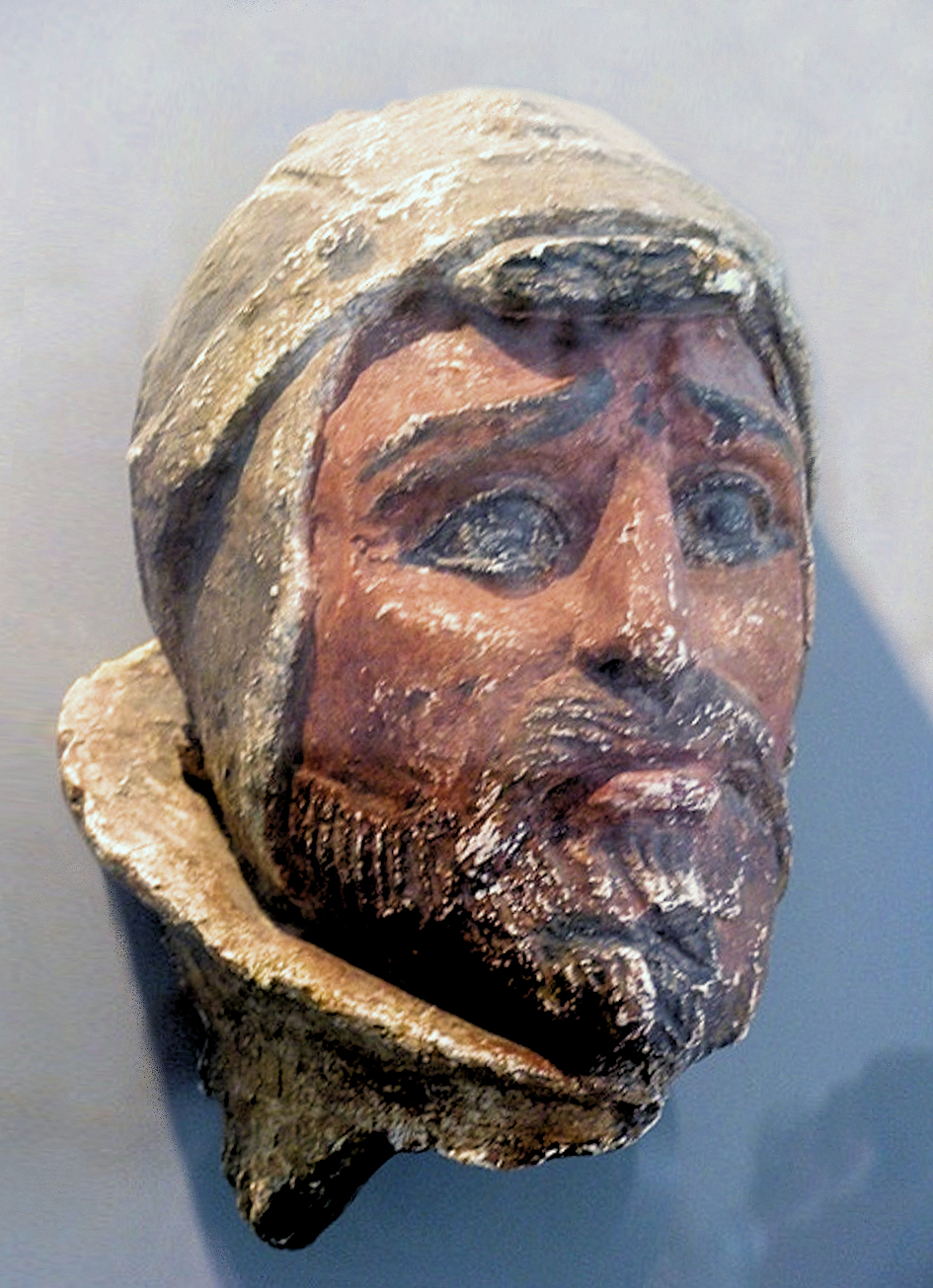
기원전 1세기, 북부 박트리아(아프가니스탄)의 할차얀에서 발견된, 월지의 적이었던 사카 전사의 조각된 머리.

밀워드를 비롯한 다수의 학자들은 인도-스키타이인의 조상을 사카(스키타이인)로 생각한다.
신장에 일찍 등장하는 인도유럽어 화자 집단 중 하나는 사카(중국어:색)이다. 사카(Saka)는 특정 국가나 민족의 이름이라기보다는 일반적인 용어이다. 사카족은 시베리아와 중앙 유라시아 스텝 지대를 가로지르는 초기 유목민들의 문화적 연속체의 일부였다. 헤로도토스가 그의 역사 4권에서 묘사한 스키타이인들처럼,(사카는 그리스어 "스키타이"에 해당하는 이란어 단어이며, 많은 학자들은 이들을 함께 사카-스키타이라고 부른다.) 사카는 이란어를 사용하는 말 유목민으로, 전차를 배치하고, 말을 제물로 바치고, 그들의 시체를 굴이나 언덕 무덤인 쿠르간에 묻었다.

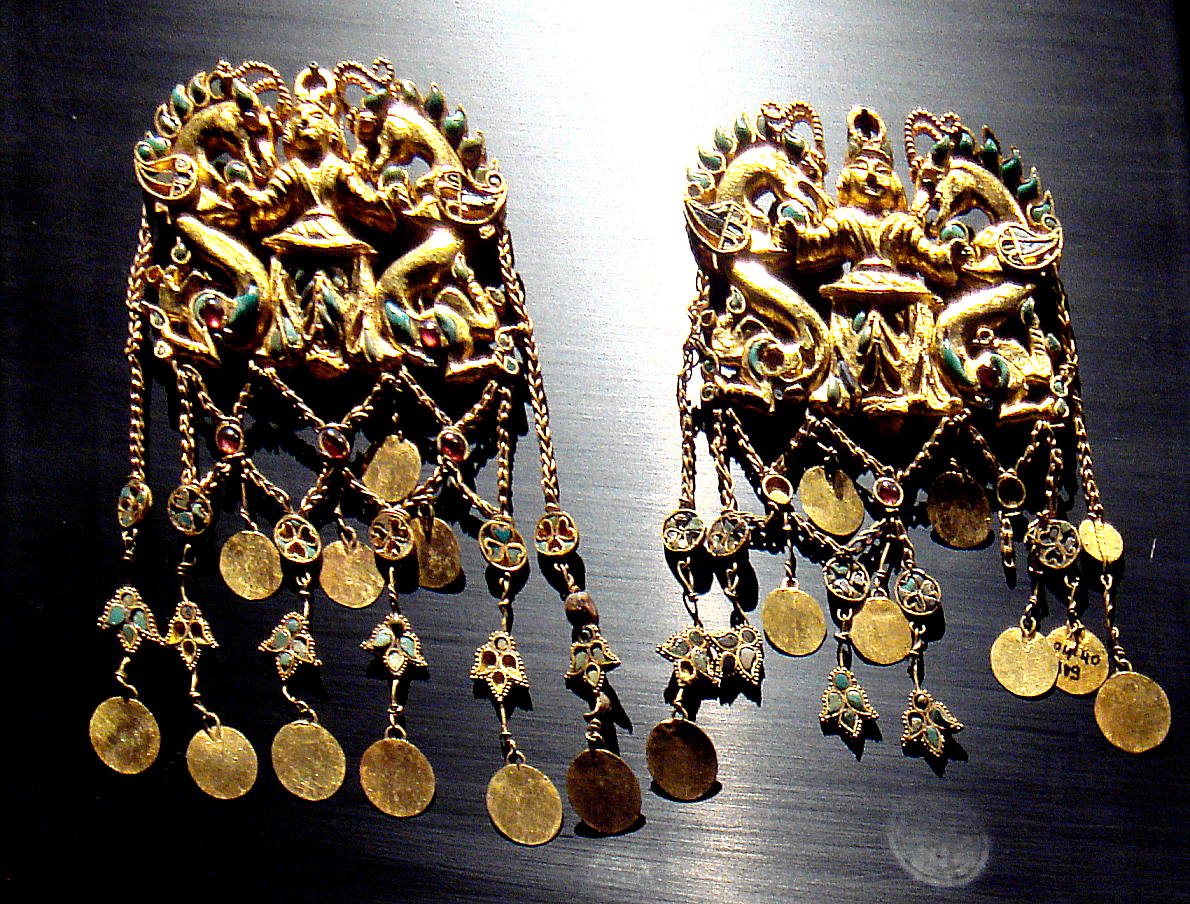
틸리아 테페 왕실 매장지에서 발견된 보물은 기원전 1세기 박트리아의 사카족에게 귀속된다.

서인도 사카족은 사카어를 사용했는데(호탄어라고도 알려져 있다), 이는 타림 분지에서 처음 기록되었다.

### 아케메네스 제국시기 (기원전 6세기-4세기)
아케메네스 군대는 페르시아인으로만 구성된 것이 아니었고, 아케메네스 군대는 박트리아인, 사카(스키타이인), 파르티아인, 소그드인 등 아케메네스 제국의 일부였던 많은 다른 민족들로 구성되어 있었기 때문에 기원전 515년경 아케메네스 왕조가 인더스 계곡을 정복할 당시 사카도 참전했을 것으로 추정된다. 헤로도토스는 사카와 이오니아인(그리스인), 심지어 에티오피아인까지 포함한 아케메네스 군대의 전체 민족 목록을 제공한다. 벡위드는 이 민족들이 모두 아케메네스 제국이 인도를 침공할 때 참전했을 가능성이 있다고 본다.
마이클 비첼과 크리스토퍼 벡위드를 포함한 일부 학자들은 고타마 붓다의 씨족인 샤카족이 원래 중앙아시아에서 온 스키타이인이었으며, 인도 민족명 Śākya가 "스키타이족"과 같은 기원을 가졌다고 제안했다. 이것은 인도에서 사카족이 불교를 강력하게 지지한 이유를 설명할 수 있다.
페르시아인, 사카족, 그리스인들은 아마도 기원전 320년경 찬드라굽타 마우리아가 마가다의 왕좌를 차지하기 위한 후기 전역에 참여했을 것이다. 무드라락샤사는 알렉산드로스 대왕 사후 찬드라굽타 마우리아가 샤카-야바나-캄보자-파라시카-바흘리카 동맹을 이용하여 마가다에서 왕좌를 차지하고 마우리아 제국을 건국했다고 말한다. 사카족은 스키타이족이었고, 야바나족은 그리스인이었으며, 파라시카족은 페르시아인이었다.

### 월지의 확장 (기원전 2세기)
기원전 2세기 동안 중앙아시아 부족들 사이에서 유목 이동이 시작되었다. 한나라의 연대기와 다른 중국 기록에 따르면, 이 움직임은 흉노에게 패배한 월지가 서쪽으로 도피한 후에 시작되었으며, 이는 도미노 효과를 일으켜 경로에 있던 다른 중앙아시아 부족들을 이동시켰다.

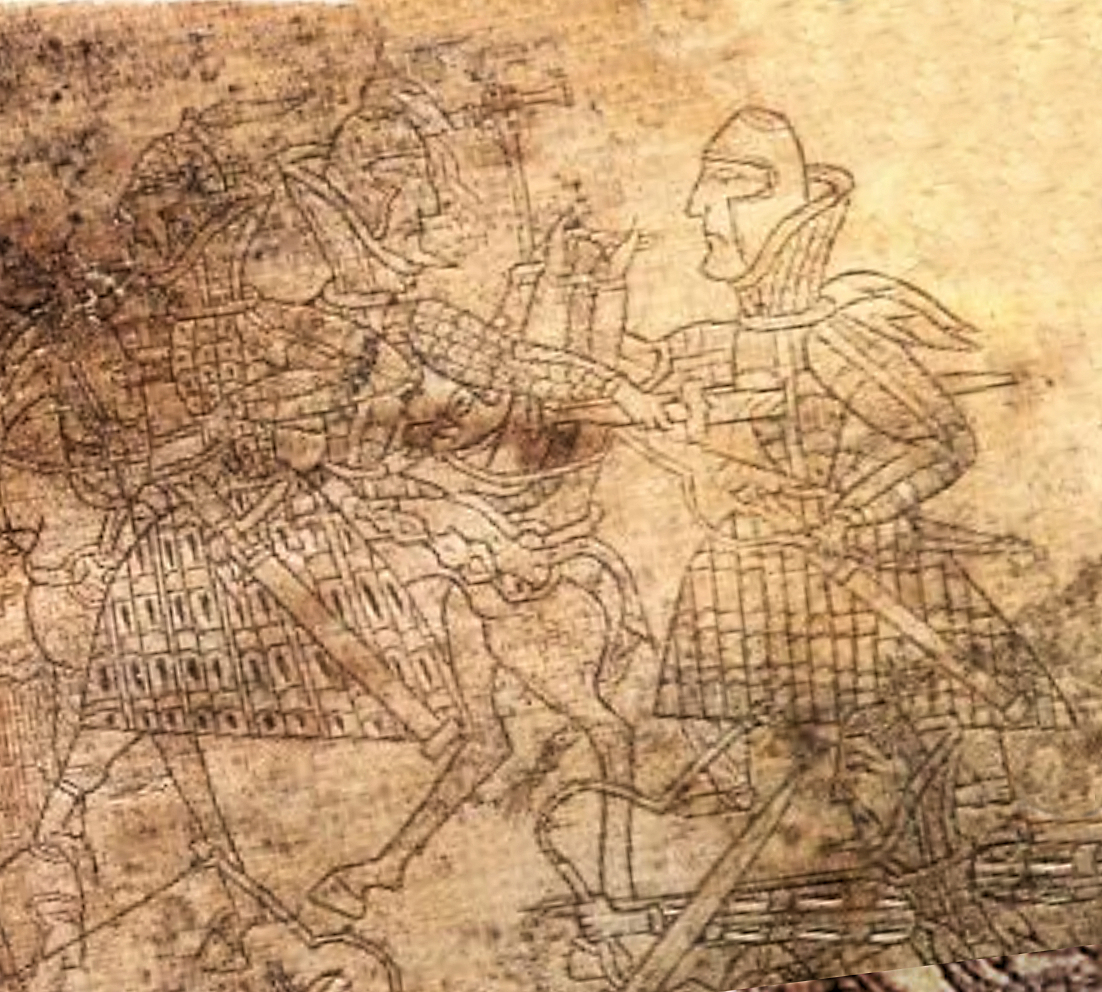
오를라트 유적 명판 중 하나, 스키타이 병사들을 나타내는 것으로 보인다.

이러한 고대 문헌에 따르면, 흉노 부족의 모돈선우는 기원전  175c.년경 킬롄산맥과 둔황시 사이의 고향에서 월지(아마도 동부 타림 분지에 살았던 토하라인과 관련이 있을 수 있음)를 공격하여 쫓아냈다. 소수의 사람들만 남기고 대부분의 인구는 서쪽 일리강 지역으로 이동했다. 그들은 페르가나와 소그디아로 남쪽으로 이주한 사카족을 대체했다. 중국의 역사 연대기(사카족을 "사이" 塞라고 부름)에 따르면: "[월지족은] 사이의 왕을 공격했고, 사이의 왕은 상당한 거리를 남쪽으로 이동했으며 월지족이 그들의 땅을 점령했다."
기원전 155년 이후 언젠가 월지족은 오손과 흉노의 동맹에게 다시 패배했다. 그들은 남쪽으로 이동해야 했고, 다시 스키타이족(바트리아와 현재의 아프가니스탄으로 남쪽으로 이주하고, 남서쪽으로 파르티아로 이동)을 대체했다. 고대 그리스 학자들에게 사카라우스족(아마도 고대 페르시아어 사카라바카, "유목 사카"에서 유래)으로 알려진 부족과 동맹 부족인 마사게타이족은 기원전 138년에서 124년 사이에 파르티아에서 파르티아 제국과 충돌했다. 사카라우스-마사게타이 동맹은 여러 전투에서 승리하여 파르티아 왕 프라아테스 2세와 아르타바누스 1세를 살해했다. 월지 부족은 패배 후 박트리아로 동쪽으로 이주했으며, 그곳에서 북인도를 정복하여 쿠샨 제국을 세웠다.

## 사카스탄 정착

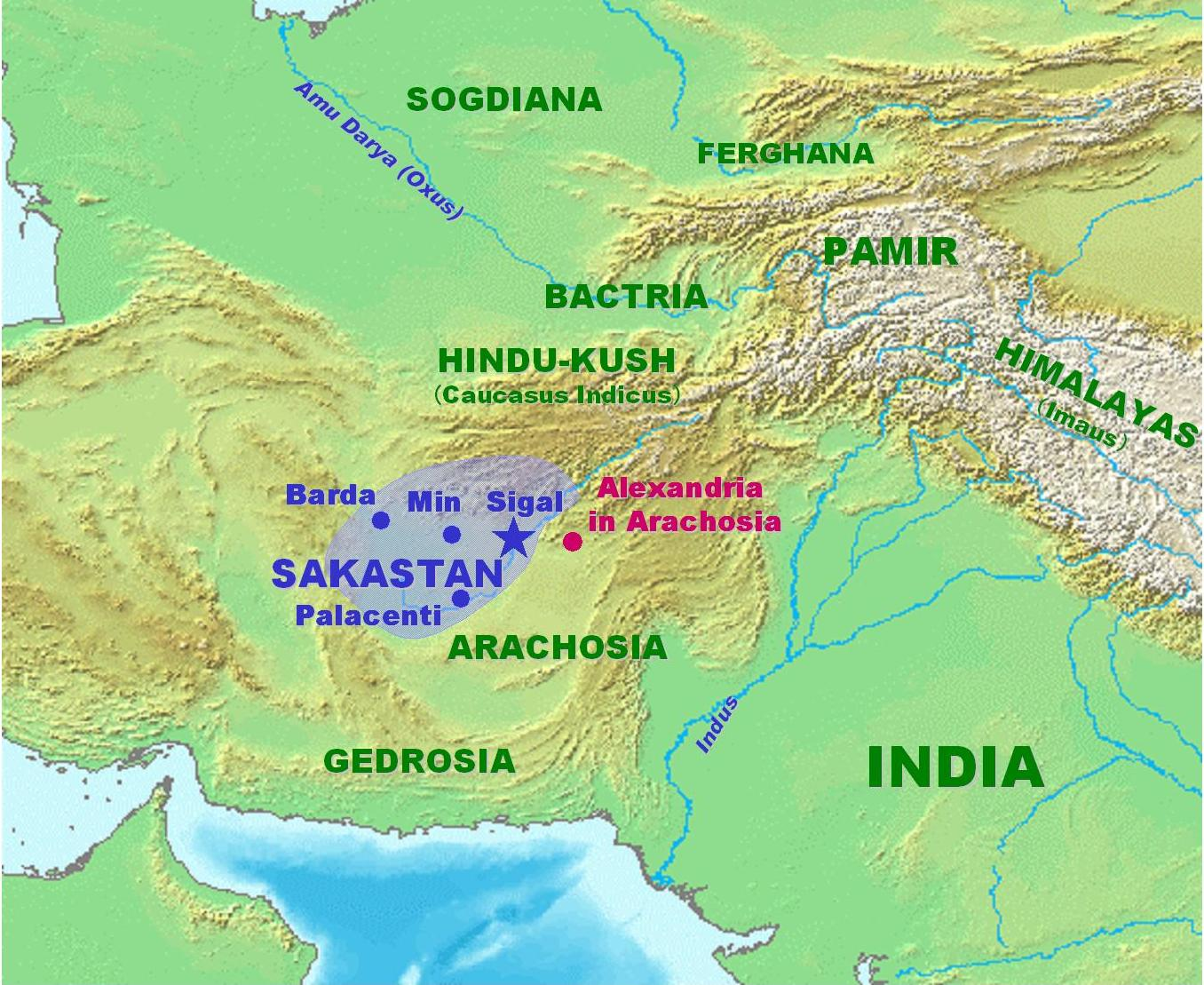
기원전 100년경 사카스탄 지도

사카족은 주로 드랑기아나 지역에 정착했는데, 이 지역은 나중에 사카스탄 또는 시스탄이라고 불렸으며, 남서부 아프가니스탄, 남동부 이란 및 서부 파키스탄 국경을 가로지르는 지역이다. 드랑기아나와 사카스탄 지역으로 이주한 혼합 스키타이 오르도는 이후 하부 인더스 계곡을 통해 북인도와 남서인도에 인도-스키타이 왕국과 종속국을 탄생시켰다. 소비라 왕국, 구자라트주, 라자스탄, 북인도에서 시작하여 인도 본토의 왕국으로 확장하고 다른 왕국들에 대한 영향력을 증가시켰다.
파르티아 제국의 황제 미트리다테스 2세 (기원전 123-88/87년경)는 중앙아시아에서 적극적인 군사 정책을 추구했으며 파르티아 제국에 여러 주를 추가했다. 여기에는 그가 인도-스키타이족으로부터 빼앗은 서부 박트리아가 포함되었다.
월지족(쿠샨족의 전신)의 군사적 압박을 받아 일부 인도-스키타이족은 박트리아에서 헬만드호 (또는 하문)로 이동하여 드랑기아나 (시갈, 사카스탄)에 정착했다. 이 지역은 기원전 1세기 말에 "스키타이 사카이의 사키스타나  [sic]"로 알려지게 되었다.
기원전 1세기 사카족의 사카스탄 존재는 카락스의 이시도르가 "파르티아 역참"에서 언급했다. 이시도르에 따르면, 그들은 동쪽으로는 그리스 도시들(캅카스의 알렉산드리아와 아라코시아의 알렉산드리아)과 남쪽으로는 파르티아가 통치하는 아라코시아 영토와 접해 있었다.
저 너머에는 파라에타세나라고도 불리는 63번째 쇠니, 스키타이 사카에의 사카스타나가 있다. 도시 바르다와 민과 팔레센티와 시갈이 있다. 그 곳에는 사카에 왕궁이 있고, 근처에는 알렉산드리아(알렉산드리아 아라코시아)와 6개의 마을이 있다.

## 왕국

### 파미르에서 탁실라까지

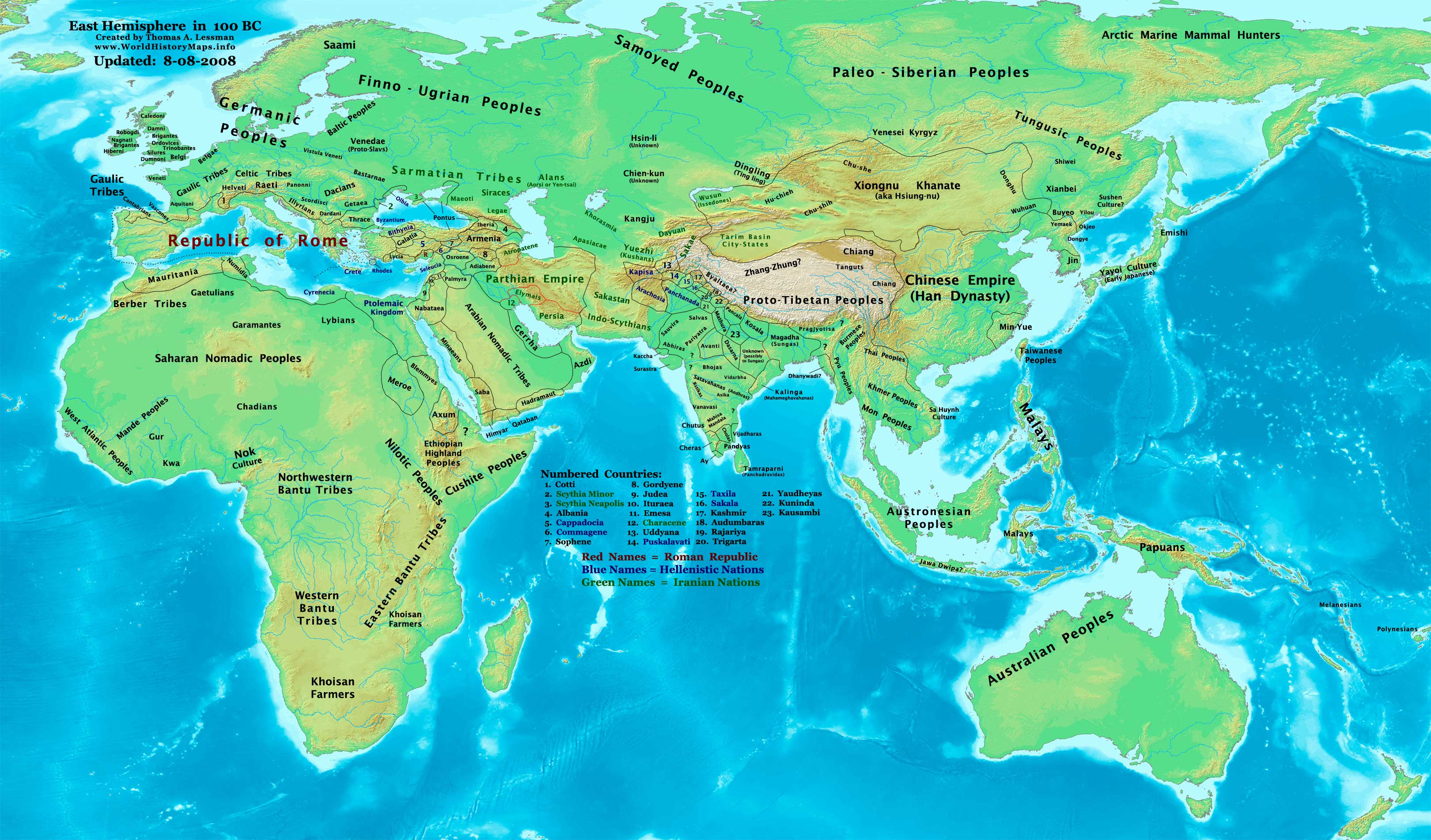
기원전 100년 아시아, 사카족과 이웃들

파키스탄의 칠라스와 훈자성암 강 건널목에 사카 병사들이 남긴 암각화를 통해 아흐마드 하산 다니와 Karl Jettmar는 마우에스(최초의 인도-스키타이 왕)가 인도-그리스 왕 아폴로도토스 2세로부터 탁실라를 점령하기 위해 사용한 카라코람산맥을 가로지르는 경로를 확립했다.
서기 1세기 에리트라해 페리플루스는 스키타이 영토를 묘사한다.
이 지역(게드로시아) 너머, 만의 깊이를 가로질러 동쪽에서 넓게 구부러진 대륙 뒤에는 북쪽으로 뻗어 있는 스키티아 해안 지구가 이어진다. 그곳은 온통 늪지대이며, 그곳에서 모든 강 중에서 가장 큰 신투스 강이 에리트라해로 흘러들어 엄청난 양의 물을 운반한다 (...) 이 강은 일곱 개의 하구를 가지고 있는데, 매우 얕고 늪지대여서 중간에 있는 하나를 제외하고는 항해할 수 없다. 그 중간 하구 해안에는 시장 도시인 바르바리콘이 있다. 그 앞에는 작은 섬이 있고, 내륙에는 스키티아의 수도인 민나가라가 있다. 그곳은 끊임없이 서로를 쫓아내는 인도-파르티아 왕국의 군주들의 지배를 받는다 ...
인도-스키타이족은 북서쪽 탁실라 (현대) 근처에 왕국을 세웠고, 동쪽에는 마투라에, 남서쪽에는 수라스트레네(구자라트주)에 두 명의 사트라프를 두었다.

### 간다라 및 펀자브

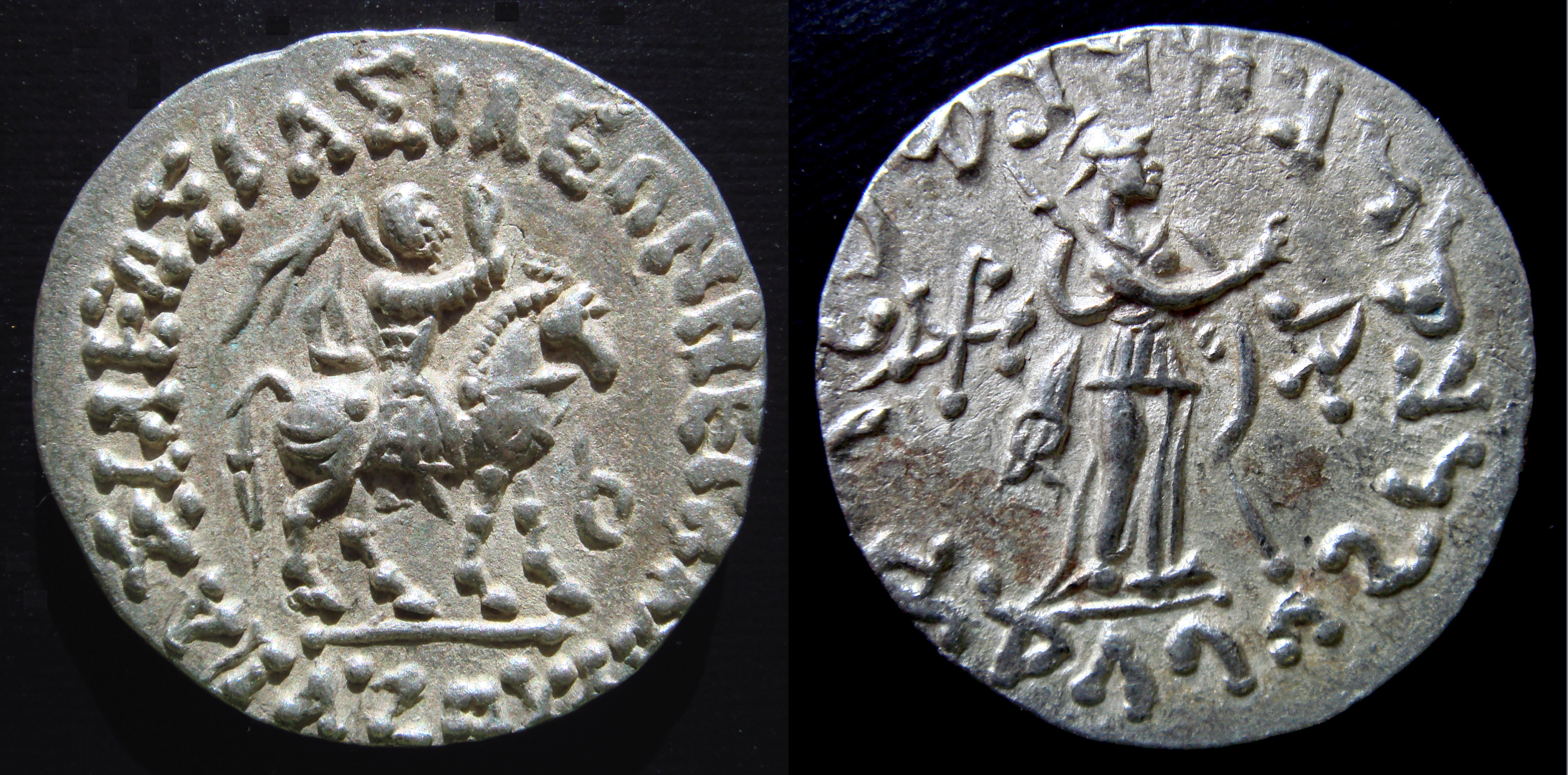
인도-스키타이 왕 아제스의 동전

기원전 1세기 현대 파키스탄과 북서 인도에 스키타이족이 존재했던 것은 그곳의 인도-그리스 왕국과 동시대였으며, 그들은 초기에는 지역 그리스 통치자들의 권력을 인정했던 것으로 보인다. 마우에스는 기원전  80c.년경 현재의 아프가니스탄과 파키스탄의 간다라와 탁실라 (고대)를 처음 정복했지만, 그의 왕국은 그의 사후 해체되었다. 동쪽에서는 인도 왕 비크라마가 인도-스키타이족으로부터 우자인을 되찾았고, 기원전 58년에 비크라마 시대를 확립하여 그의 승리를 기념했다. 인도-그리스 왕들은 마우에스 이후 다시 통치하며 번성했는데, 이는 아폴로도토스 2세와 히포스트라토스 왕들의 풍부한 동전에서 나타난다. 기원전 55년, 아제스 1세 휘하의 인도-스키타이족은 히포스트라토스에 대한 승리로 북서 인도를 장악했다.

#### 조각
존 마샬 (고고학자)이 조직한 발굴에서 초기 사카층(아제스 1세 시기에 해당하는 4번 층, 그의 동전 다수가 발견됨)에서 여러 석조 조각품이 발견되었다. 이들 중 일부는 초기 층에서 발견된 더 정교한 헬레니즘 양식의 모조품인 화장 쟁반이었다.

#### 비마란 유골함

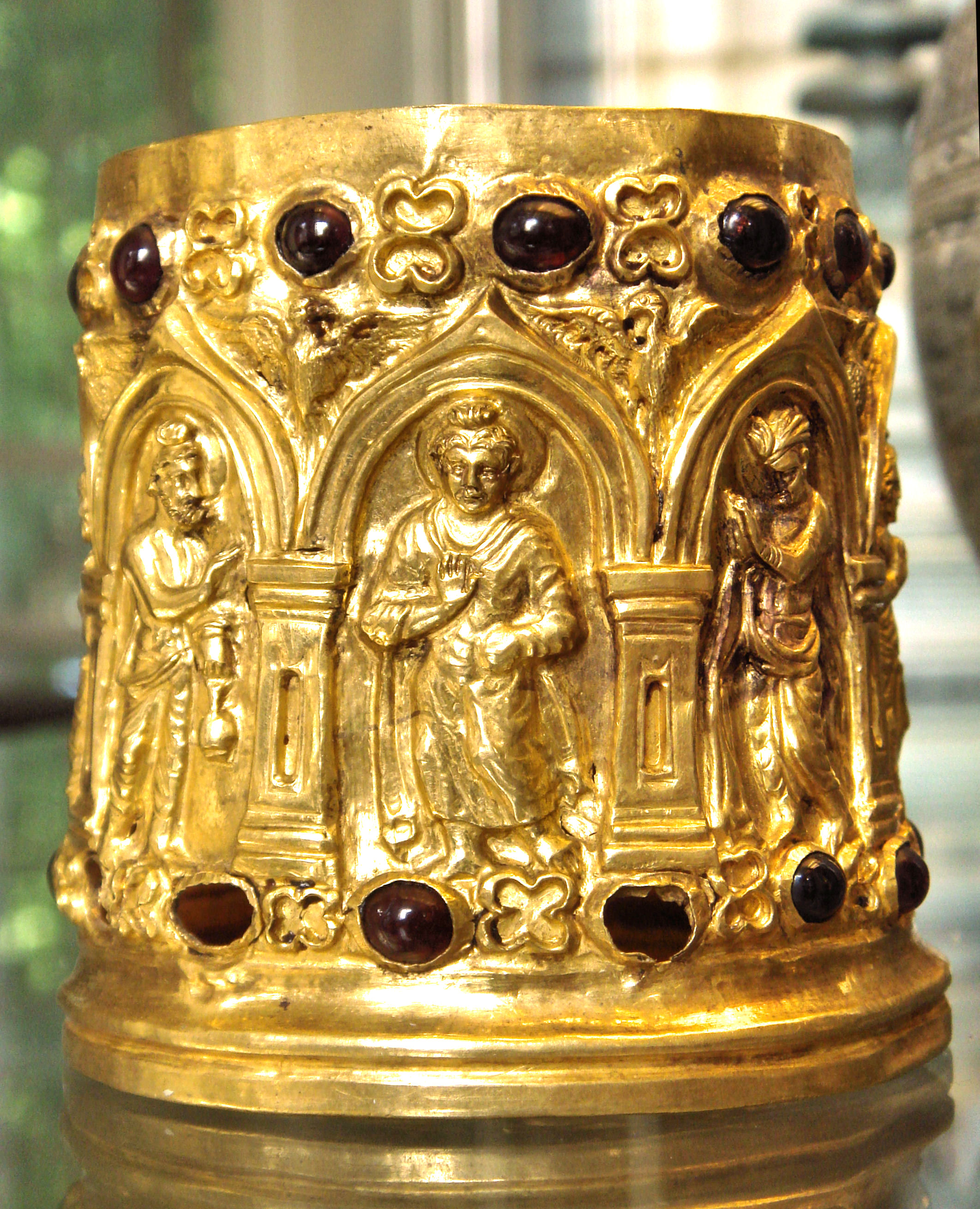
비마란 유골함은 범천(왼쪽)과 제석천에 둘러싸인 붓다를 나타내며, 아제스 1세의 동전이 안에 들어있는 스투파에서 발견되었다. (영국 박물관)

아제스는 붓다의 초기 형상 중 하나인 비마란 유골함과 관련이 있다. 이 성유물함은 아프가니스탄의 잘랄라바드 (아프가니스탄) 근처 바미란에 있는 스투파 봉헌에 사용되었으며, 아제스의 동전 여러 개와 함께 스투파 안에 놓였다. 이것은 아제스의 통치 기간(기원전 60-20년) 또는 그 직후에 일어났을 수 있다. 인도-스키타이족은 불교와 관련이 있었다.

### 마투라 지역
북인도에서 인도-스키타이족은 기원전  60c.년경 마투라 지역을 정복했다. 그들의 사트라프 중 일부는 하가마샤와 하가나였으며, 이어서 라주불라가 뒤를 이었다.
서기 1세기로 거슬러 올라가는 인도-스키타이 사암 주두인 마투라 사자 기둥머리는 카로슈티 문자로 나다시 카사(라주불라의 왕비)가 붓다 유골이 있는 스투파를 기증한 것을 묘사한다. 이 주두는 또한 여러 인도-스키타이 마투라 사트라프의 계보를 언급한다. 라주불라는  10c.년경 스트라토 2세(마지막 인도-그리스 왕)를 제거하고 그의 수도인 사갈라를 점령한 것으로 보인다.
라주불라의 것과 같은 이 시대의 동전은 대체로 조악하다. 또한 은 함량이 낮고 청동 함량이 높아지는 등 가치가 떨어지는데, 이는 부의 부족을 시사하는 빌론 합금 기술이다.

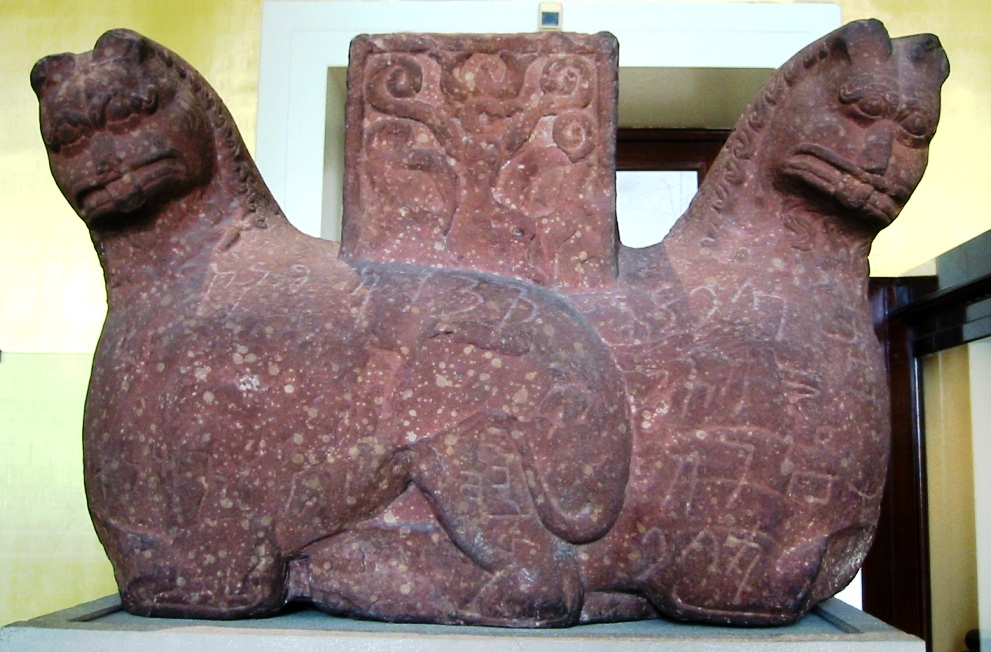
마투라 사자 기둥머리

마투라 사자 기둥머리 비문은 마투라가 사카족의 지배를 받았음을 증명한다. 이 비문은 카라호스테스와 "마투라의 인도-스키타이 통치자, 사트라프 라주불라의 정실 왕비"인 아야시아 여왕을 언급한다. 카라호스테스는 그의 동전에서도 증명되듯이 아르타의 아들이었다. 아르타는 마우에스 왕의 형제였다.
마투라의 인도-스키타이 사트라프들은 구자라트주와 말와를 통치하던 서사트라프와 구별하기 위해 때때로 북사트라프라고 불린다. 라주불라 이후, 여러 후계자들이 쿠샨 제국의 봉신으로서 통치한 것으로 알려져 있다. 그들 중에는 "대 사트라프" 카라팔라나와 사트라프 바나스파라가 있는데, 이들은 사르나트에서 발견된 카니슈카 3년차(서기 130년경)의 비문에서 알려져 있으며, 이 비문에서 그들은 쿠샨족에게 충성을 맹세했다.

### 파탈리푸트라
유가 푸라나는 야바나족이 퇴각한 후 사케타에서 7명의 왕이 연이어 통치한 뒤 기원전 1세기에 스키타이족이 파탈리푸트라를 침공했다고 묘사한다. 유가 푸라나에 따르면, 사카 왕은 인구의 4분의 1을 살해했는데, 이는 칼링가 (역사적 왕국)의 왕 샤타와 사발라스 집단에 의해 살해되기 전이었다.

### 쿠샨 및 인도-파르티아 정복
아제스의 죽음 이후, 북서 인도에서의 인도-스키타이 통치는 기원전 1세기 후반 인도-파르티아 왕국 통치자 곤도파레스의 부상으로 끝났다. 이후 수십 년 동안, 몇몇 소규모 스키타이 지도자들은 느슨한 인도-파르티아 제국의 변두리에 있는 지역 요새에서 스스로를 유지했으며, 일부는 곤도파레스 1세와 그의 후계자들에게 충성을 바쳤다.
인도-파르티아 통치는 점진적으로 쿠샨 제국의 통치로 대체되었는데, 쿠샨은 한 세기 이상 박트리아에 살았고 서기 1세기 후반에 인도로 확장한 다섯 월지 부족 중 하나였다. 쿠샨족은 서기  75c.년경 북서 인도를,  100c.년경 마투라 지역을 되찾았으며, 그곳에서 수세기 동안 번성했다.

### 서사트라프

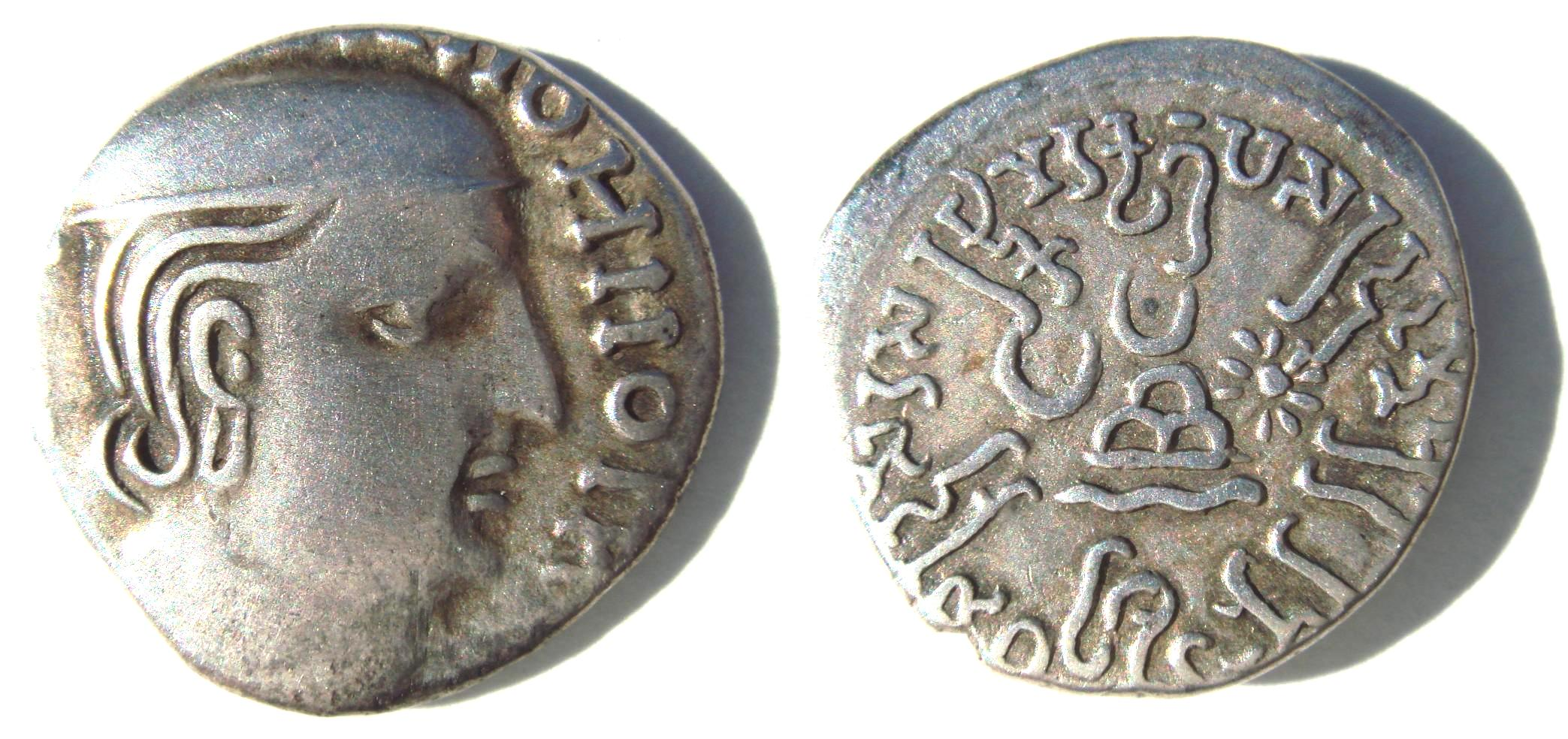
서부 사트라프 루드라심하 1세의 동전 (서기 175–197년경), 인도-스키타이족의 후손

인도-스키타이족은 바흐람 2세 (서기 276–293년)의 통치 때까지 시스탄 지역을 계속 점유했으며, 서기 1천년기까지 인도의 여러 지역을 점유했다. 카티아와르와 구자라트주는 5세기까지 서사트라프의 통치를 받았다. 루드라다만 1세의 업적은 루드라다만의 주나가드 바위 비문에 새겨져 있다. 그의 전역 중에 루드라다만은 야우데야를 정복하고 사타바하나 왕조를 격파했다. 서사트라프는 굽타 제국의 황제 찬드라굽타 2세 (비크라마디티야라고도 알려져 있다)에게 정복되었다.

## 화폐

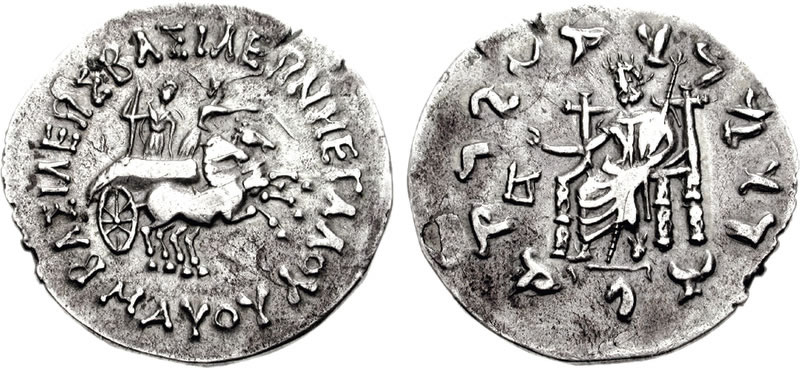
인도-스키타이 왕 마우에스 (기원전 85–60년)의 은 테트라드라크마

인도-스키타이 주화는 일반적으로 품질이 높지만, 라주불라의 주화는 인도-스키타이 통치 붕괴 직전인 서기  20c.년경에 질이 떨어졌다. 비교적 고품질의 전형적인 주화는 서부 사트라프에 의해 4세기까지 계속 주조되었다.
인도-스키타이 주화는 일반적으로 사실적이며, 예술적으로는 인도-그리스 주화와 쿠샨 주화의 중간 정도이다. 그 주화가 그리스 주화 제작자들의 도움을 받았다는 제안이 있다.
인도-스키타이 주화는 앞면에는 그리스 알파벳을, 뒷면에는 카로슈티 문자를 사용하는 인도-그리스 전통을 이었다. 왕의 초상화는 없고, 대신 말(때로는 낙타)을 탄 왕이나 쿠션 위에 가부좌를 틀고 앉아 있는 왕의 모습이 묘사되어 있다. 주화의 뒷면에는 일반적으로 그리스 신들이 나타난다.
불교 상징은 인도-스키타이 주화에 나타난다. 인도-스키타이족은 메난드로스 1세 이래로 인도-그리스 관습을 따랐는데, 이는 비타르카 무드라를 오른손으로 형성하는 신들(마우에스나 아제스 2세의 동전에 있는 제우스처럼), 이 두 왕의 동전에 있는 불교 사자, 또는 제이오니세스의 동전에 있는 트리라트나 상징 등을 묘사하는 것이다.

## 예술

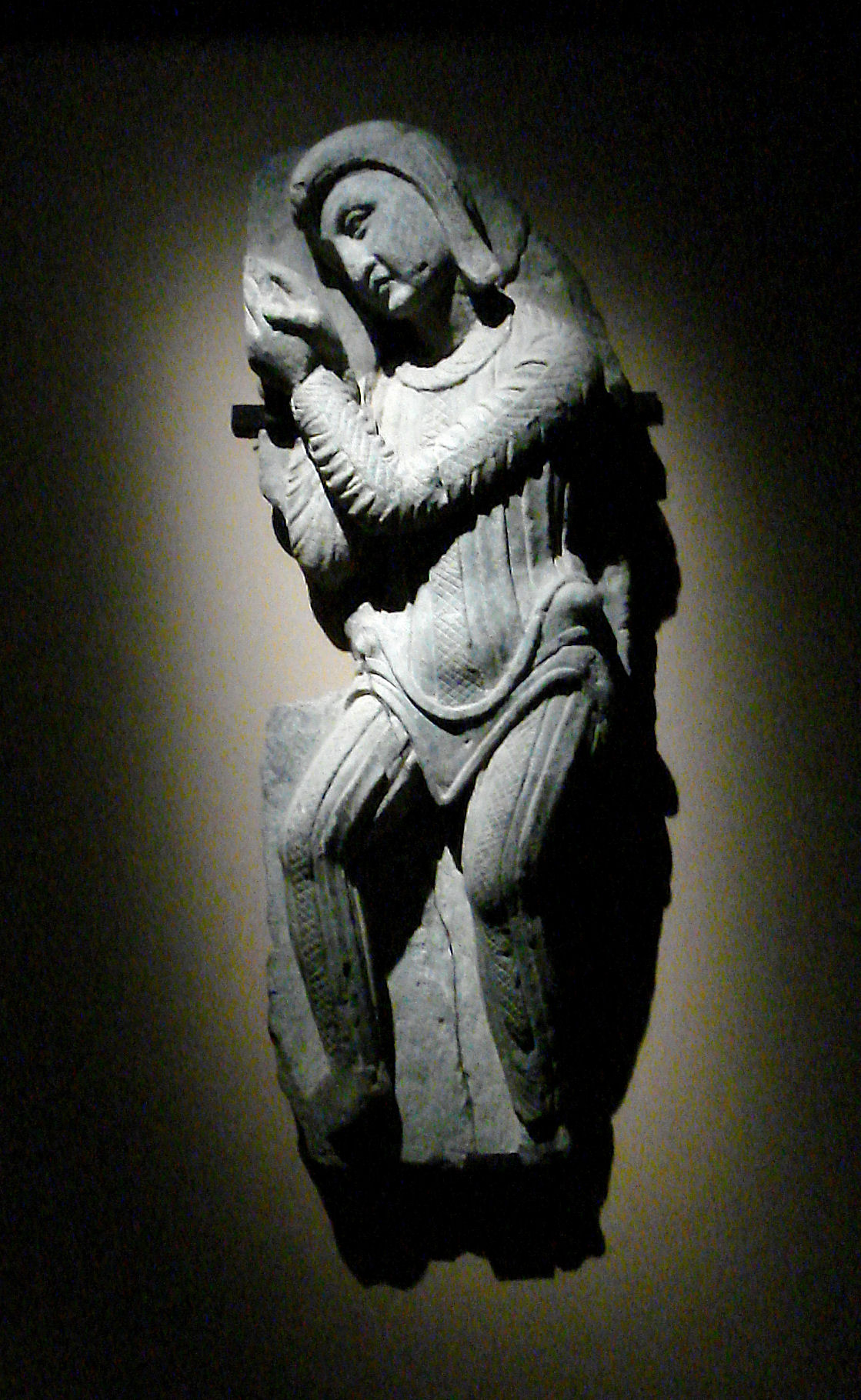
스키타이 신도, 붓카라 스투파

동전 외에 인도-스키타이족을 명백히 나타내는 알려진 예술 작품은 거의 없다. 몇몇 간다라 조각품은 부드러운 튜닉을 입고, 때때로 스키타이족의 특징적인 뾰족한 모자를 쓴 외국인들을 보여준다. 쿠샨족 남자들은 두껍고 뻣뻣한 튜닉을 입고 있으며, 일반적으로 더 단순하게 묘사된다.

### 부네르 부조
군복을 입은 인도-스키타이 병사들은 간다라 예술의 불교 프리즈, 특히 부네르 부조에 종종 묘사된다. 그들은 바지와 함께 헐렁한 튜닉을 입고 무겁고 곧은 칼을 들고 있다. 그들은 뾰족한 후드나 스키타이 모자를 쓰고 있는데, 이는 부시헤어 위에 단순한 필렛 (의류)을 착용한 인도-파르티아인과 구별된다. 이러한 모자는 인도-스키타이 통치자들이 동전에 쓰고 있는 모습으로 나타난다. 오른손으로는 악령을 쫓는 카라나 무드라를 형성한다. 간다라에서는 이러한 프리즈가 불교 스투파의 기단을 장식하는 데 사용되었다. 그들은 그리스 의상을 입은 사람들을 묘사하는 다른 프리즈와 동시대인데, 이는 인도-스키타이족과 인도-그리스족의 혼합을 암시한다. 다른 부조에서는 동일한 유형의 병사들이 악기를 연주하고 춤을 추고 있다. 간다라 예술에서 인도-스키타이족은 일반적으로 즐거워하는 신도들로 묘사된다.

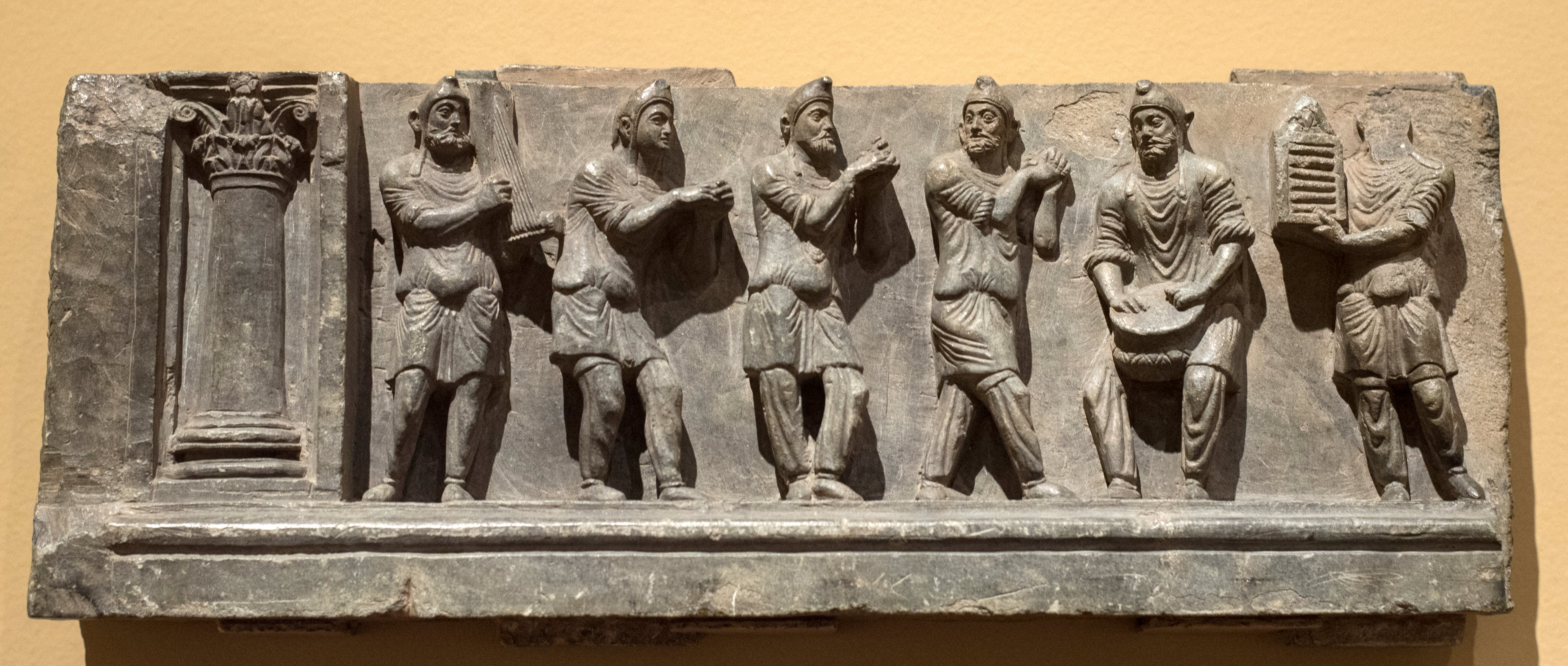
스키타이 병사들이 춤추는 부네르 부조 (클리블랜드 미술관)

### 돌 팔레트

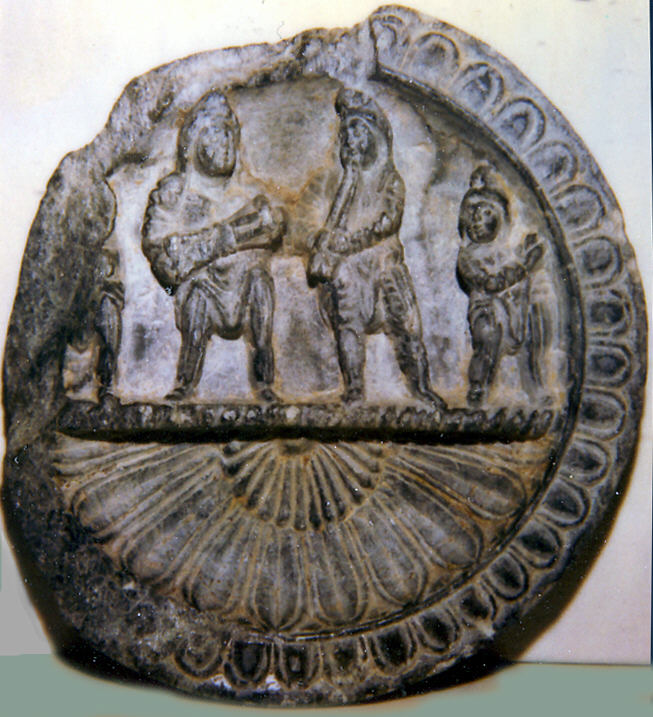
음악을 연주하는 스키타이인들의 간다라 석판

간다라의 여러 돌 팔레트는 인도-스키타이 예술을 대표하는 것으로 여겨진다. 그리스와 이란의 영향을 결합한 이 팔레트들은 종종 단순하고 고풍스러운 양식을 띠고 있다. 돌 팔레트는 인도-그리스, 인도-스키타이, 인도-파르티아 통치 시기에 해당하는 고고학적 층에서만 발견되었으며, 이전의 마우리아 제국층이나 후속하는 쿠샨 제국층에서는 발견되지 않았다.
팔레트는 종종 신화적인 장면에서 그리스 복장을 한 사람들을 묘사한다. 일부는 파르티아 복장(부시 헤어 위에 머리띠, 맨 가슴 위에 교차된 재킷, 장신구, 벨트, 헐렁한 바지)을 하고 있고, 더 적은 수는 인도-스키타이 복장(프리기아 모자, 튜닉, 일자 바지)을 하고 있다. 시르카프에서 발견되어 현재 뉴델리 박물관에 소장된 팔레트는 날개 달린 인도-스키타이 기마병이 날개 달린 사슴을 타고 사자에게 공격받는 모습을 보여준다.

## 불교
인도-스키타이족은 불교를 지지했던 것으로 보이며, 그들의 많은 관행은 인도-그리스족의 관행을 계승했다.그들은 인도를 넘어 불교를 전파하는 데 적극적인 역할을 했다.

### 왕실 봉헌

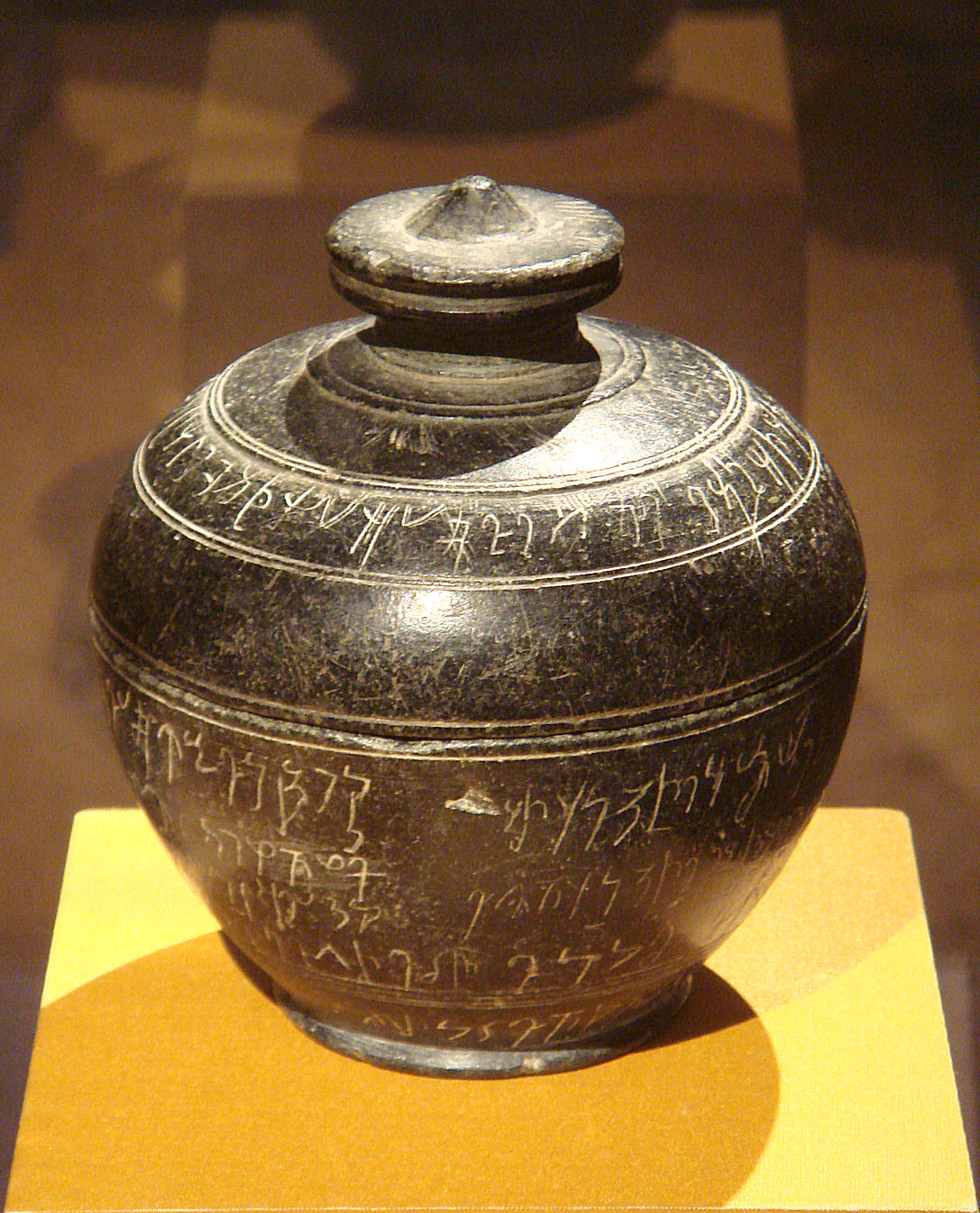
바자우르 함, 인드라바르만에 의해 봉헌됨 (메트로폴리탄 미술관)

아제스 이후 몇몇 인도-스키타이 왕들은 명패나 유골함에 자신의 이름으로 불교 봉헌을 했다.
- 파티카 쿠술라카 (기원전 25년 – 서기 10년)는 탁실라 동판에 석가모니 부처님의 유골을 불교 수도원에 기증한 것을 기록했다.
- 카라호스테스 (기원전 10년 – 서기 10년)는 불교 마투라 사자 기둥머리와 유골함에 언급되어 있다.[51][52] 그의 동전은 초기 부처상과 함께 금 유골함인 비마란 유골함에서도 발견되었는데, 이 유골함은 현재 대영박물관에 소장되어 있다. 그의 동전 중 일부에는 불교의 트리라트나 상징이 있다.
- 비자야미트라 (기원전 12년 – 서기 15년 통치)는 불교 유골함을 봉헌했다.[53][54] 그의 동전 중 일부에는 불교의 트리라트나 상징이 새겨져 있다.
- 인드라바르만은 서기 5-6년에 왕자였을 때, 현재 메트로폴리탄 미술관에 소장된 바자우르 함을 봉헌했다.
- 제이오니세스와 아스파바르마는 동전에 트리라트나를 사용했다.
- 라주불라는 마투라 사자 기둥머리를 세웠는데, 여기에는 불교 상징이 포함되어 있으며 그의 아내가 스투파에 유골을 기증한 내용이 기록되어 있다.

### 붓카라 스투파
이탈리아 고고학팀이 스와트 (파키스탄)의 붓카라 스투파에서 발굴한 결과, 인도-스키타이 시대에 속하는 것으로 추정되는 불교 조각품들이 발견되었다. 잎사귀 속에 있는 불교 신도의 인도-코린트식 주두가 발견되었는데, 그 바닥에는 유골함과 아제스의 동전이 묻혀 있었으며, 이 조각품의 연대는 서기  20c.년경으로 추정된다. 같은 장소에서 그리스 복장을 한 불교 신도의 동시대 기둥이 발견되었는데, 이는 인구의 혼합을 다시 시사한다. 같은 장소의 부조는 특징적인 튜닉과 뾰족한 후드를 입은 인도-스키타이족과 서 있는 부처의 부조를 보여준다.

## 인도 문학에서

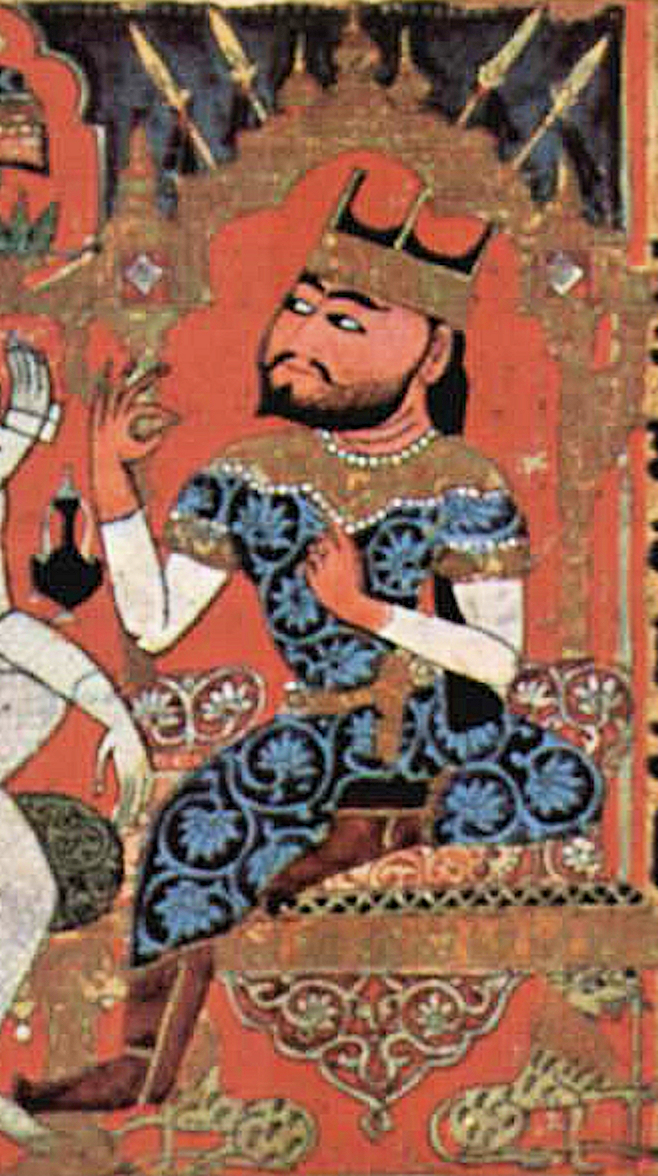
서기 1400년경 칼라카차리아 카타에 묘사된 기원전 1세기 사카 왕

인도-스키타이족은 인도에서 "샤카"라고 불렸는데, 이는 스키타이족에 대해 페르시아인이 사용한 이름 "사카"의 변형이다. 샤카족은 푸라나, 마누 법전, 라마야나, 마하바라타, 마하바시야, 바라하미히라의 브리하트 삼히타, 카브야미맘사, 브리하트카타만자리, 그리고 카타사리트사가라에 언급되어 있다. 그들은 북서쪽에서 온 다른 호전적인 부족 집단의 일부로 묘사된다.
라마야나의 발라간다에는 사카족, 야바나족, 캄보자족, 파라바족의 전쟁 믈레차 무리에 대한 언급이 있다. H. C. 라이차두리는 이 구절들에서 기원전 2세기부터 시작된 북서쪽에서 온 믈레차 야만족 무리의 침략과 힌두교도들 사이의 투쟁을 보았고, 라마야나의 시기를 서기 2세기경(또는 그 이후)으로 확정했다.
마하바라타 역시 북서쪽에서 온 혼합된 무리의 침략을 암시하며, "...샤카, 야바나, 캄보자, 바흘리카스의 믈레차(야만인) 왕들이 칼리 유가에 불의하게 땅을 다스릴 것이다..."라는 예언적인 구절이 있다.

## 치핀 또는 키핀의 사이왕 스키타이 무리
사이왕 휘하의 중앙아시아 스키타이족 일부는 남쪽으로 이동하여 파미르고원을 넘어 스와트 (왕국)의 칸다 계곡 위 쉬안두(懸度, 매달린 고개)를 건너 치핀(또는 키핀)으로 들어갔다고 전해진다. 치핀은 펠리오, 바그치, 라이차우두리 등에 의해 카슈미르로 확인되었지만, 다른 학자들은 이를 카피리스탄으로 식별한다. 사이왕은 키핀에 자신의 왕국을 세웠다. 코노브는 사이왕을 인도 문학의 사카 무룬다로 해석하는데, 무룬다는 왕(왕, 주인 또는 군주)과 동의어이다. 바그치는 왕을 스키타이족의 왕으로 해석하지만, 사이 사카족과 무룬다 사카족을 구별한다. 사이 스키타이족은 캄보자 스키타이족이었을 수 있으며, 사이왕은 트란스옥시아나의 파라마 캄보자 왕국의 일부였고 조상 대대로 살던 땅에서 쫓겨난 후 돌아왔다. 마우에스는 사이 지역(중앙아시아)에서 치핀으로 이주한 이 스키타이족 집단에 속했을 수도 있다.

## 공동 침략에 대한 증거

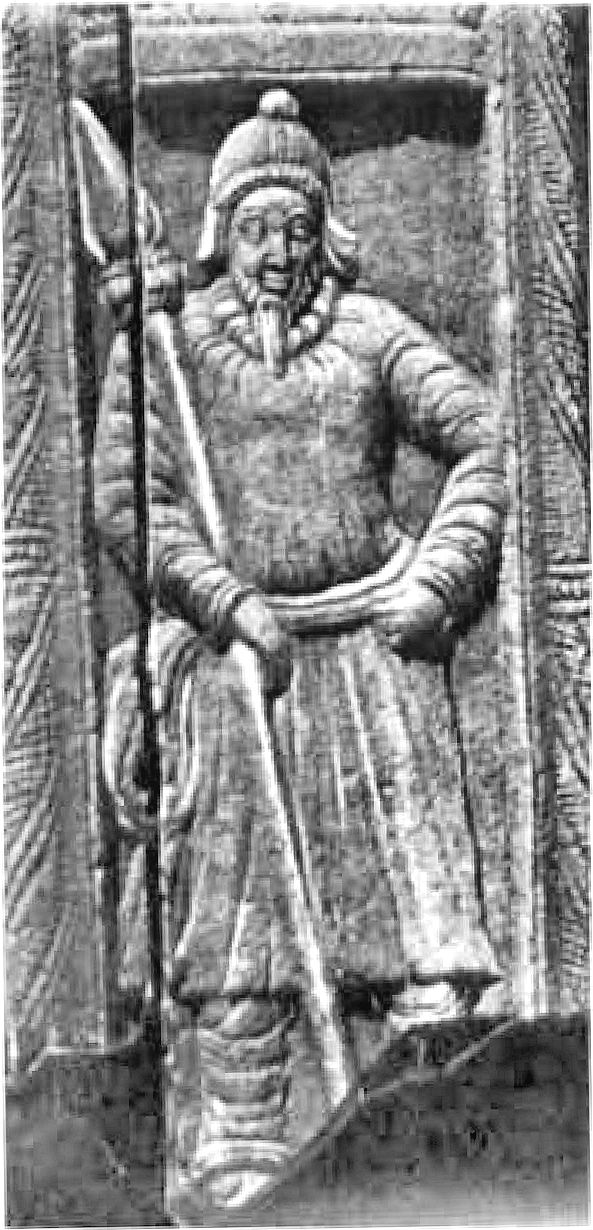
"스키타이" 병사, 나가르주나콘다.

인도를 침략하고 왕국을 세운 스키타이족 집단에는 사카족 외에도 메디족, 산티족, 마사게타이족과 같은 동맹 부족들이 포함되었다. 이 민족들은 주류 인도 사회에 흡수되었다.
샤카족은 트란스-헤모도스 지역, 즉 푸라나의 샤카드비파 또는 고전 기록의 스키티아 출신이었다. 서기 1세기 초 카락스의 이시도르는 시스탄에 그들의 존재를 기록했다. 에리트라해 페리플루스 (서기 70-80년경)는 인더스 하류 계곡에 스키타이 지역이 있었고, 민나가라가 수도였다고 기록한다. 클라우디오스 프톨레마이오스 (서기 140년경) 또한 파탈레네와 수라스트레네(사우라슈트라) 영토로 구성된 남서 인도에 인도-스키티아가 있었다고 기록한다. 기원전 2세기 스키타이족의 인도 침략은 아마도 사카족, 팔라바족, 캄보자족, 파라다족, 리시카족 및 북서쪽에서 온 다른 동맹 부족들에 의해 공동으로 수행되었을 것이다.

## 후손
타데우시 술리미르스키는 사카족이 북인도의 일부 지역도 침략했다고 언급한다. 인도 언어학자 위어 라젠드라 리시는 인도어와 중앙아시아 언어 사이의 언어적 유사성을 확인했으며, 이는 또한 북인도에서 사카족의 영향력을 시사한다.